# Mattias Eklundh
Mattias Bernt Johannes Eklundh é o líder da Freak Kitchen, banda sueca de hard rock progressivo, além de participar de vários projetos. É também conhecido por seus trabalhos com as bandas, Frozen Eyes, Fate, The Jonas Hellborg Trio, e Art Metal; e também por vários notáveis álbuns solo.
É considerado um dos maiores guitarristas de todos os tempos, principalmente por criar técnicas inovadoras e sons bizarros de sua guitarra. É chamado pelos amigos de IA, simplesmente porque é um diminutivo de seu nome: Mattias. IA iniciou também sua carreira solo, paralela as atividades da Freak Kitchen.

## História
Eklundh começou no mundo da música tocando bateria aos 6 anos e de idade, e acabou se apaixonando pela guitarra. Auto-didata, começa seus estudos do instrumento a partir da idade dos seus 13 anos. Eklundh principalmente é influenciado por Frank Zappa e Kiss.
Chamou muita atenção da comunidade de guitarra para o seu estilo hábil, pesado e pouco usual que usa na abordagem do instrumento, criando melodias pop e ao mesmo tempo extremamente intrincadas.
Eklundh gravou o álbum  Sensually Primitive (1997) com o bizarro pseudônimo de Mr. Libido. Foi convidado por várias bandas suecas de heavy metal para gravar em seus trabalhos, dentre eles as bandas Evergrey e Soilwork. Seus outros dois álbuns solo, Freak Guitar (1999) e Freak Guitar - The Road Less Traveled (2004) foram lançados pela editora discográfica Favored Nations de Steve Vai.
Em 2005, participou de projetos com o baixista e compositor Jonas Hellborg  em sua banda, a Jonas Hellborg Trio, acompanhados pelo baterista Niclas Campagnol. O primeiro show da Jonas Hellborg Trio  estreou em Mumbai, Índia, e seguiu para os outros estados do país.
IA também leciona anualmente na Freak Guitar Camp e é edossado pela Caparison Guitars. Mattias ganhou um modelo assinado com seu nome, chamado de Apple Horn.

## Instrumentos

### Guitarras
- Caparison IA Signature Apple Horn Black
- Caparison IA Signature Apple Horn Yellow

### Amplificador
- Mattias e seu cabeçote  Laney VH100R
- Laney VH100R montado

### Pedais
- DigiTech Whammy Pitch Controller
- Boss DS-1 DISTORTION (Geralmente, Mattias usa a distorção do próprio amplificador)

## Discografia

### Solo
- Mr Libido/Sensually Primitive (Thunderstruck, 1997)
- Freak Guitar (Favored Nations, 1999)
- Freak Guitar - The Road Less Traveled (Favored Nations, 2004)

### Freak Kitchen
- Appetizer (Thunderstruck, 1994)
- Raw (CD single promotionnel, Thunderstruck, 1994)
- Swedish Hard Rock and Heavy Metal 1970-1996 Compliation (Vertigo, 1996)
- Spanking Hour (Thunderstruck, 1996)
- Freak Kitchen (Thunderstruck/Tsp, 1998)
- Dead Soul Men (Thunderstruck/Tsp, 2000)
- Move (Thunderstruck/Tsp, 2002)
- Organic (Thunderstruck/Tsp, 2002)

### Outros
- Frozen Eyes/The Metal Collection III (Ebony records, 1987)
- Frozen Eyes/Frozen Eyes (Bums records, 1988)
- Fate/Scratch´n Sniff (EMI, 1990)
- Chroming Rose/Garden of Eden (Emi Electrola, 1991)
- Road Ratt/Road Ratt (Reel records, 1992)
- Is this tough or what? Compilation (Arda records, 1992)
- Pagan/The Weight (Brave records, 1993)
- Triple & Touch/T & T (Musik/Musik, 1993)
- Tornado Soup/Tornado Soup (Navian music, 1994)
- Hans Lindell/En del av bilden… (Arte figurative, 1996)
- Sven Olander/Air Blue (Olander, 1997)
- Evergrey/The Dark Discovery (GNW, 1998)
- Locomotive Breath' (Blue Stone Music, 1997)
- Hans Sahlin/Hans Sahlin (recorded in 1997, yet to be released)
- Torben Schmidt (recorded in 1997/98, yet to be released)
- Soilwork/Steelbath Suicide (1998)
- Janne Lucas (recorded in spring 1998, yet to be released)
- Soilwork/Machinegun Majesty (1999)
- Guitar Oddysey - A tribute to Yngwie Malmsteen (1999, GNW)
- Warmth in the Wilderness - A tribute to Jason Becker (Lion Music, 2001)
- Bumblefoot/9.11 (2001, Hermit Inc.)
- Mister Kite (2001, Lion Music)
- Locomotive Breath/Heavy Machinery (2002, yet to be released)
- Soilwork/Natural Born Chaos (2002)
- United/The Denander-Dahlin Swedish All Star Project (2002, yet to be released)
- Plug In (2001, yet to be released)
- Johan: Lead Guitar (Thunderstruck/Tsp, 2002)

### Videos
- Freak Guitar Vol 1 (1995, Thunderstruck Productions)